# Anna Maria Dulliker
Anna Maria Dulliker (* 9. August 1600 in Luzern; heimatberechtigt ebenda; † 18. September 1658 in Zürich) war eine Schweizer Benediktinerin und Priorin.

## Leben
Anna Maria Dulliker war die Tochter des Luzerner Kleinrats Moritz Dulliker und der Beatrix Segesser. Ihre Schwester Maria Lidwina wurde Äbtissin und ihr Bruder Ulrich war als Schultheiss und Tagsatzungsgesandter eine der führenden Persönlichkeiten Luzerns. Sie wurde Nonne im Benediktinerinnenkloster Fahr und legte um 1620 ihre Profess ab. Dulliker wurde 1642 zur Priorin gewählt und starb 1658 in Zürich während einer Wallfahrt nach Einsiedeln.

## Belege
1. ↑  Anne-Marie Dubler: Anna Maria Dulliker. In: Historisches Lexikon der Schweiz.  7. November 2005, abgerufen am 8. März 2025.

| Personendaten    | Personendaten                        |
| ---------------- | ------------------------------------ |
| NAME             | Dulliker, Anna Maria                 |
| KURZBESCHREIBUNG | Schweizer Benediktinerin und Priorin |
| GEBURTSDATUM     | 9. August 1600                       |
| GEBURTSORT       | Luzern                               |
| STERBEDATUM      | 18. September 1658                   |
| STERBEORT        | Zürich                               |